# Nova Ona Txecoslovaca
La Nova Ona Txecoslovaca (Československá nová vlna) és el nom amb el qual es coneix el moviment cinematogràfic txecoslovac sorgit a principis dels anys 1960, abans de la Primavera de Praga. El grup integra a directors com Miloš Forman, Věra Chytilová, Ivan Passer, Jaroslav Papoušek, Jiří Menzel, Jan Němec, Jaromil Jireš i Evald Schorm entre d'altres.
La qualitat i la innovació del cinema de la Nova Ona Txecoslovaca han fet que es parli del "miracle cinematogràfic txec" i ha sigut àmpliament reconegut com un dels moviments més importants del món del cinema juntament amb el cinema soviètic dels anys 1920, l'expressionisme alemany i el neorealisme italià.

## Argument
La Nova Ona Txecoslovaca va ser un moviment cinematogràfic que va prendre el relleu al moviment Devětsil dels anys 1930. Disconformes amb el règim comunista que s'havia instal·lat a Txecoslovàquia el 1948, els estudiants de la FAMU (Escola de cinema i televisió de Praga, Filmová a televizní fakulta Akademie múzických umění v Praze) van esdevenir els dissidents de l'època. L'objectiu de les seves pel·lícules era "que poble txec prengués una consciència col·lectiva sobre la seva participació en un sistema repressiu i incompetent que deshumanitzava la societat".
La Nova Ona Txecoslovaca va prendre influències del cinema italià neorealista i cinéma-verité de Fellini i Antonioni; el cinema francès de Godard, Alain Resnais, Truffaut i Reichenbach; i el cinema realista anglès d'Anderson i Reisz.
Trets identitaris del moviment són l'experimentació visual, el rebuig de l'ús de l'estructura narrativa clàssica pròpia del realisme soviètic, l'ús de llargs i improvisats diàlegs i el rodatge amb actors no professionals. A nivell de contingut, les pel·lícules es confronten amb problemes morals de la societat contemporània, posen èmfasi en l'exposició de problemes quotidians i contenen un humor obscur i absurd.
La Nova Ona Txecoslovaca va suposar una abrupta ruptura amb l'estil cinematogràfic del realisme socialista, molt més radical que el distanciament del cinema polonès dels anys 1950 i el cinema hongarès de principi dels anys 1970. Els directors txecoslovacs aconsegueixen tractar temes que prèviament ja havien intentat d'abordar altres cineastes de països comunistes però que havien topat gairebé sempre amb la censura. Alguns destacats exemples són la desorientació de la joventut de la societat txecoslovaca, descrita per Miloš Forman a les pel·lícules Cerný Petr (El pocatraça, 1963) i Lásky jedné plavovlásky (Els amors d'una rossa, 1965); o bé l'atmosfera surrealista que impregna les pel·lícules Sedmikrásky (1966) i Valerie a týden divů (Valeri i la seva setmana fantàstica, 1970) dels directors Věra Chytilová i Jaromil Jireš, respectivament.
La Nova Ona Txecoslovaca es diferencia sobretot de la Nouvelle vague francesa en els seus arguments narratius, que són més sòlids i innovadors en el moviment txec. També cal tenir en compte que els joves directors txecs van comptar amb el suport d'una indústria filmogràfica que havia sigut nacionalitzada, fet que els va facilitar l'accés als estudis de gravació i al finançament públic dels seus projectes. Un altre fet diferencial de la La Nova Ona Txecoslovaca és que va tendir a adaptar al cinema obres de la literatura txeca, com per exemple la novel·la anticomunista Žert (L'acudit, 1969) de Milan Kundera versionada per Jaromil Jireš. El mateix Milan Kundera, al Quart Congrés d'Escriptors de Txecoslovàquia de 1971, va qualificar la nova ona de cinema nacional com una part important de la història de la literatura txecoslovaca. Per altra banda, la pel·lícula Hoří, má panenko (1967) del director txec Miloš Forman és considerada com un dels films majors i més representatius de la Nova Ona, i més de quaranta anys després de ser realitzada roman encara una pel·lícula de culte.
Quan Alexander Dubček va esdevenir primer secretari del Partit Comunista de Txecoslovàquia l'any 1968 i amb el seu "socialisme amb rostre humà" va voler democratitzar el règim i obrir la nació a les potències de l'Europa occidental, la Unió Soviètica i els aliats del Pacte de Varsòvia no van dubtar en envair militarment Txecoslovàquia, tot posant fi al breu període de democratització socialista que ha passat a ser conegut a la història com la Primavera de Praga. La Nova Ona Txecoslovaca va sofrir un abrupte final i directors com Miloš Forman i Jan Němec van fugir del país. La resta de membres del moviment que van restar al país van haver de fer front a la censura soviètica.

## Pel·lícules txeques
La majoria de les pel·lícules de la Nova Ona van ser filmades en llengua txeca. La majoria dels directors es van fornir a la prestigiosa FAMU (Filmová a televizní fakulta Akademie múzických umění v Praze), ubicada a Praga. Per altra banda, els Estudis de Cinema Barrandov estaven ubicats als afores de Praga. Entre els directors més destacats cal tenir en compte Miloš Forman, que en aquella època va filmar Cerný Petr (1963), Lásky jedné plavovlásky (1965) i Hoří, má panenko (1967); Věra Chytilová conegut sobretot per la pel·lícula Sedmikrásky (1966); i finalment Jiří Menzel, que amb Ostře sledované vlaky (Trens rigorosament vigilats, 1966) va guanyar un oscar a la millor pel·lícula de parla no anglesa.

## Pel·lícules eslovaques
La pel·lícula Obchod na korze (La botiga del carrer major, 1965) dirigida per Ján Kadár i Elmar Klos es va emportar l'any 1966 l'oscar a la millor pel·lícula de parla no anglesa. La història de la pel·lícula transcorre a l'Eslovàquia durant la Segona Guerra Mundial i tracta d'un humil ciutadà -Anton "Tono" Brtko- a qui el règim feixista local cedeix una botiga de botons, la qual fins aleshores havia estat administrada per una jueva, d'edat ja molt avançada i que sembla no adonar-se dels esdeveniments que sacsegen el poble, sota control nazi.

## Obres fonamentals de la Nova Ona Txecoslovaca
- Slnko v sieti (El sol a la xarxa, 1962). Direcció: Štefan Uher.
- O něčem jiném (1963). Direcció: Věra Chytilová.
- Cerný Petr (El pocatraça, 1963). Direcció: Miloš Forman.
- Lásky jedné plavovlásky (Els amors d'una rossa, 1965). Direcció: Miloš Forman.
- Obchod na korze (La botiga del carrer Korzo, 1965). Direcció: Ján Kadár i Elmar Klos.
- Ostře sledované vlaky (Trens rigorosament vigilats, 1966). Direcció: Jiří Menzel.
- Sedmikrásky (1966). Direcció: Věra Chytilová.
- [[El ball dels

bombers|Hoří, má panenko]] (El ball dels bombers, 1967). Direcció: Miloš Forman.
- Zbehovia a pútnici (Desertors i pelegrins, 1968). Direcció: Juraj Jakubisko.
- Žert (Broma, 1969). Direcció: Jaromil Jireš.
- Slávnosť v botanickej záhrade (La festa al jardí botànic, 1969). Direcció: Elo Havetta.
- Vtáčkovia, siroty a blázni (Ocells, òrfans i boixos, 1969). Direcció: Juraj Jakubisko.
- Behold Homolka (1969). Direcció: Jaroslav Papoušek.
- Valerie a týden divů (Valeria i la setmana de miracles, 1970). Direcció: Jaromil Jireš.